# Красний Октябр (Ілішевський район)
Кра́сний Октя́бр (рос. Красный Октябрь, башк. Красный Октябрь) — присілок у складі Ілішевського району Башкортостану, Росія. Входить до складу Старокуктовської сільської ради.
Населення — 154 особи (2010; 156 у 2002).
Національний склад:
- марійці — 93 %